# 郭裕芳
郭裕芳（1999年3月15日—），河南省洛阳市新安县人，就读于北京体育大学运动训练专业研究生。中国女子自行车运动员，2022年世界场地锦标赛女子团体竞速赛银牌得主和女子500米计时赛铜牌得主、2023年世界场地锦标赛女子团体竞速赛铜牌得主。
2023年6月，获得2023年全国场地自行车锦标赛成年女子250米计时赛冠军；9月，获得杭州第19届亚运会场地自行车女子团体竞速赛金牌。